# Inni í Dal
Inni í Dal – obiekt piłkarski na wyspie Suðuroy w miasteczku Sandoy. Jest to stadion używany do rozgrywania meczów domowych przez B71 Sandoy. Mimo to korzysta z niego również miejska szkoła średnia - Sandoyar Meginskúli.